# خوزه مارتین
خوزه مارتین (انگلیسی: Chema؛ زادهٔ ۱۶ ژوئن ۱۹۹۷) معروف به چما، بازیکن فوتبال اهل اسپانیا است  که بیشتر در زمین یک هافبک تهاجمی می‌باشد ولی می‌تواند به عنوان وینگر راست نیز بازی کند.
چما در لا پوبلا دل ریو، سویا، اندلس به‌دنیا آمد.